# Second Act
Second Act és una pel·lícula estatunidenca de comèdia romàntica dirigida per Peter Segal i escrita per Elaine Goldsmith-Thomas i Justin Zackham. Protagonitzada per Jennifer Lopez, Vanessa Hudgens, Leah Remini, Annaleigh Ashford, Dan Bucatinsky, Freddie Stroma, Milo Ventimiglia, Treat Williams i Larry Miller. Va ser estrenada als Estats Units el 21 de desembre de 2018.

## Sinopsi
Una caixera d'unes grans superfícies decideix canviar la seva vida radicalment, posar tot potes enlaire i canviar les coses per complet. Demostrant així que la intel·ligència de carrer és tan valuosa com un títol universitari.

## Repartiment
- Jennifer Lopez com Maya.
- Vanessa Hudgens com Zoe.
- Leah Remini com Joan.
- Annaleigh Ashford com Hildy.
- Freddie Stroma com Ron.
- Dan Bucatinsky com Arthur.
- Milo Ventimiglia com Trey.
- Treat Williams com Anderson Clarke.
- Larry Miller com Weiskopf.
- Charlyne Yi com a Ariana.
- Dave Foley com Felix Herman.
- Alan Aisenberg com Chase.
- Dierdre Friel com Ant.
- John James Cronin com Otto.

## Producció
Al juny de 2017, Jennifer Lopez va signar com a protagonista. L'octubre de 2017, Leah Remini, Annaleigh Ashford, Vanessa Hudgens, Dan Bucatinsky i Freddie Stroma s'unirrn a la pel·lícula. El novembre de 2017, Milo Ventimiglia, Treat Williams, Larry Miller, Dave Foley, Charlyne Yi i Alan Aisenberg s'incorporaren al repartiment.

### Rodatge
La fotografia principal va començar el 23 d'octubre de 2017, a Queens, Nova York i ha continuat al Bronx i Manhattan, inclòs el Michael Jordan's Steakhouse a Grand Central Terminal. La filmació va concloure el 15 de desembre de 2017.

## Estrena
Second Act eria inicialment estrenada als Estats Units per STXfilms el 21 de novembre de 2018, però al setembre de 2018, es va canviar al 14 de desembre de 2018. Posteriorment va ser endarrerida al 21 de desembre de 2018.

## Recepció
Second Act ha rebut ressenyes mixtes de part de la crítica i de l'audiència. Al lloc web especialitzat Rotten Tomatoes, la pel·lícula posseeix una aprovació de 38%, basada en 71 ressenyes, amb una qualificació de 4.8/10 i amb un consens crític que diu: "Second Act prova que Jennifer Lopez continua sent tan magnètica com sempre en la pantalla gran; desafortunadament, la història confusa de la pel·lícula no sempre és digna dels seus regals." De part de l'audiència té una aprovació de 53%, basada en 635 vots, amb una qualificació de 3.3/5.
El lloc web Metacritic li ha donat a la pel·lícula una puntuació de 47 de 100, basada en 25 ressenyes, indicant "ressenyes mixtes". Les audiències enquestades per CinemaScore li han fet a la pel·lícula una "B+" en una escala de A+ a F, mentre que en el lloc IMDb els usuaris li han donat una qualificació de 6.1/10, sobre la base de 3077 vots. A la pàgina FilmAffinity la cinta la cinta té una qualificació de 5.4/10, basada en 22 vots.